# Carlos Urquijo
Carlos María de Urquijo Valdivielso (Llodio, Álava, 30 de diciembre de 1964) es un político español del Partido Popular; es Graduado Social por la Escuela Universitaria de Graduados Sociales de Oviedo. A lo largo de toda su trayectoria política ha ocupado cargos institucionales a nivel local, autonómico y estatal, siendo entre los años 2012 y 2016 el Delegado del Gobierno de España en el País Vasco.

## Trayectoria política
Con 22 años de edad, fue elegido concejal en el ayuntamiento de Llodio, en las elecciones municipales de 1987, cargo que renovaría en sucesivas elecciones locales. Presentándose por última vez a las elecciones municipales de 2011, aunque unos meses después de su última reelección como concejal del ayuntamiento de Llodio, renunció al cargo municipal para ejercer como Delegado del Gobierno en el País Vasco.
A lo largo de las siete legislaturas municipales en las que ejerció como concejal siempre estuvo en la oposición, con gobiernos locales del Partido Nacionalista Vasco o de la izquierda abertzale.
Durante su etapa como concejal destaca el incidente vivido en la constitución del ayuntamiento el 16 de junio de 2003. En las elecciones municipales de 2003 por primera vez Batasuna no pudo presentarse en aplicación de la Ley de Partidos. El día de la constitución del ayuntamiento, Carlos Urquijo fue increpado por un grupo de simpatizantes de la candidatura ilegalizada.
En 1994 obtuvo un escaño en el Parlamento Vasco, cargo institucional que ocuparía a lo largo de seis legislaturas hasta 2012, exceptuando el periodo entre 2004 y 2005 que no ejerció como parlamentario autonómico al haber sido nombrado Delegado del Gobierno en el País Vasco por el Gobierno de José María Aznar. Tras la derrota del Partido Popular en las elecciones generales de 2004, fue cesado del cargo por el nuevo Gobierno de José Luis Rodríguez Zapatero. En 1996 ejerció como senador durante un período breve de tiempo.
Tras la victoria del Partido Popular en las elecciones generales de 2011, fue de nuevo nombrado Delegado del Gobierno en el País Vasco. Fue cesado el 30 de diciembre de 2016. 
El 27 de septiembre de 2017 fue nombrado director general de Seguridad, Protección Civil y Formación, de la Comunidad de Madrid.